# Miroslav Nemec

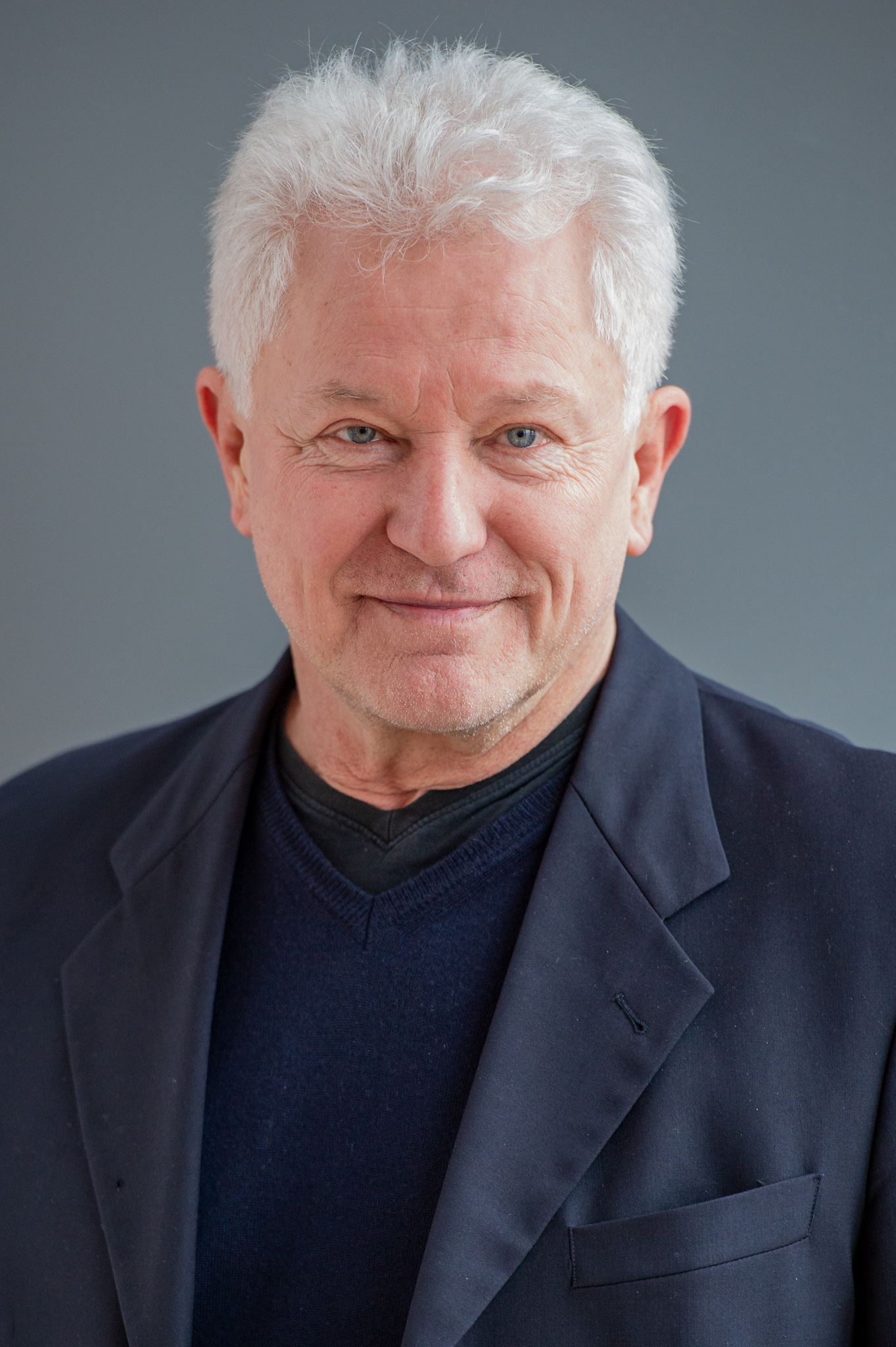
Miroslav Nemec, 2019

Miroslav Nemec (* 26. Juni 1954 als Miroslav Strkanec in Zagreb) ist ein deutscher Schauspieler, Musiker und Autor. Seit 1991 ist er vor allem als Hauptkommissar Ivo Batic, Teil des Münchner Ermittlerduos Batic und Leitmayr, aus der Krimireihe Tatort bekannt.

## Leben

### Herkunft und Ausbildung
Miroslav Nemec wurde in einer kroatischen Familie als Sohn des Bankangestellten Milan Strkanec und dessen Frau Nina, einer Sekretärin, geboren. Nach der Scheidung seiner Eltern wurde er mit zwölf Jahren von seiner Großtante Vinka und deren Mann Fritz Nemec adoptiert. Fritz Nemec betrieb in Freilassing ein Ingenieurbüro für Kleinstprofile und Eisenbahn-Modellbau. Miroslav Nemec besuchte das Gymnasium in Traunstein und gründete mit 15 Jahren die Schülerband Asphyxia, in der er noch heute als Leadsänger und Keyboarder mitwirkt.
Am Mozarteum in Salzburg studierte Nemec Musik mit dem Schwerpunkt klassisches Klavier. 1973 nahm er die deutsche Staatsbürgerschaft an und machte schließlich seinen Abschluss als Fachlehrer für Musik. Anschließend besuchte er die Schauspielakademie in Zürich.

### Schauspiel und Musik

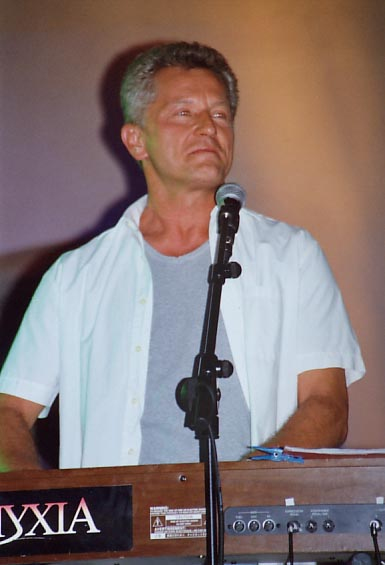
Miroslav Nemec, 2006

Seit 1977 spielte Nemec Theater, u. a. an den Bühnen der Stadt Köln, am Bayerischen Staatsschauspiel in München, in Essen, an der Oper Frankfurt (Spielzeit 1992/93 als Puck in der Britten-Oper Ein Sommernachtstraum) und am Münchner Volkstheater.
Im Laufe der Zeit wandte er sich allerdings mehr und mehr der Arbeit vor der Fernsehkamera zu. So sah man ihn unter anderem in der Fernsehserie Die Wiesingers als Schwiegersohn der Münchner Brauereifamilie und in der Serie Liebling Kreuzberg als Staatsanwalt und Gegenspieler von Manfred Krug. In Gastrollen in Fernsehserien, wie u. a. Derrick, Der Alte und Denninger – Der Mann mit den zwei Gesichtern, trat er wiederholt als Bösewicht auf. Seit 1991 ist Nemec mehrmals im Jahr als Kriminalhauptkommissar Ivo Batic im Münchner BR-Tatort an der Seite von Udo Wachtveitl als sein Kollege Franz Leitmayr zu sehen.
In der Miro Nemec Band ist er Sänger, Gitarrist und Keyboarder. Mit beiden Gruppen spielte er für den Förderverein HAND IN HAND Freunde der Kriegswaisenkinder in Ex-Jugoslawien e. V. Diesen 2004 gelöschten Verein hatte er 1994 mit einigen Kollegen ins Leben gerufen.

### Engagement
Nemec engagiert sich als ehrenamtlicher Botschafter der Stiftung Kinderhospiz Mitteldeutschland Nordhausen e. V. in Tambach-Dietharz, ferner ist er Mitglied im Förderkreis der Stiftung der Deutschen Polizeigewerkschaft und im Bundesverband Schauspiel (BFFS).

### Privates
In den frühen 1980er Jahren war Nemec mit der Schauspielerin Rita Russek liiert, in der ersten Hälfte der 1990er Jahre mit Janina Hartwig. Miroslav Nemec hat zwei Töchter, eine aus seiner ersten Ehe, die nach einem Jahr geschieden wurde. 2013 heiratete er seine Lebensgefährtin Katrin Jäger, mit der er seit 2000 in München lebt; im Februar 2012 wurde ihre gemeinsame Tochter geboren.
2011 legte er autobiografische Erzählungen unter dem Titel Miroslav – Jugoslav vor.

## Filmografie

### Spielfilme
- 1987: Nichts ist wie es ist
- 1987: Dies Bildnis ist zum Morden schön
- 1991: Das serbische Mädchen
- 1992: Die Zeit danach
- 1992: Die Distel
- 1997: Herz über Kopf
- 1997: Joy Fieldings Mörderischer Sommer
- 1997: Der große Lacher
- 1997: Gefangene der Liebe
- 1997: Frucht der Gewalt
- 1998: Tödliche Diamanten / Das Geheimnis der Ungehorsamen
- 1999: Lieber böser Weihnachtsmann
- 2000: Kein Weg zurück
- 2000: Einladung zum Mord
- 2001: Stern der Liebe
- 2002: Liebe darf alles
- 2002: Verliebt auf Bermuda
- 2003: Lottoschein ins Glück
- 2003: Ehespiele
- 2003: Ich leih’ dir meinen Mann
- 2004: Das unbezähmbare Herz
- 2005: Brücke zum Herzen
- 2007: Die Copiloten
- 2008: Letzte Ausfahrt Weiden-Ost
- 2010: Liebe ist nur ein Wort
- 2013: Der blinde Fleck
- 2015: Der Prinz im Bärenfell
- 2021: Eine Liebe später

### Fernsehserien
- 1984: Die Wiesingers
- 1985: Aktenzeichen XY … ungelöst – Folge 174 (Mladen P., Filmfall 2), Folge 179 (Filmfall 1, Milan), Folge 182 (Filmfall 2, beklauter Autobesitzer)
- 1986: Weißblaue Geschichten (Folge Die Fremde)
- 1987: Der Alte (Folge Der sanfte Tod)
- 1987: Die glückliche Familie
- 1988: Derrick (Folge Die Stimme)
- 1988: Polizeiinspektion 1 (Folge Nachtgeschäfte)
- 1988: Tatort: Gebrochene Blüten (mit Götz George)
- 1989: Tatort: Der Pott (mit Götz George)
- 1989: Derrick (Folge Die Kälte des Lebens)
- 1989: Der Alte (Folge Betriebsunfall)
- 1989: Forsthaus Falkenau (Folge Der Standort des Auerhahns)
- 1989: Der Alte (Folge 145: Ein Tag der Angst)
- 1990: Liebling Kreuzberg (3 Folgen)
- 1990: SOKO 5113 (Folge Der Knastkönig)
- 1990: Weißblaue Geschichten (Folge Die Tuba)
- 1990: Der Fahnder (Folge Nebenjob)
- seit 1991: Tatort (Fernsehreihe; einzelne Folgen → siehe Batic und Leitmayr)
- 1994: Heimatgeschichten (Folge Auch Erben will gelernt sein)
- 1994: Der Salzbaron (5 Folgen)
- 1994: Wildbach (Folge Spionin aus Liebe)
- 1994: Ohne Schein läuft nichts (12 Folgen)
- 1995: Café Meineid (Folge Marilyn)
- 1995: Der Alte (Folge Nichts geht mehr)
- 1995: Inseln unter dem Wind (Folge Nacht der Entscheidung)
- 1996: Dr. Schwarz und Dr. Martin (Folge Herztöne)
- 1996: Solange es die Liebe gibt (Folge Einsichten)
- 1997: Der Fahnder (Folge Hütchenspiel)
- 1998: Rosamunde Pilcher – Dornen im Tal der Blumen
- 2000: Der Alte (Folge Die Schwestern und der Tod)
- 2000: Weißblaue Geschichten (Folge Alles wegen Max)
- 2001: Denninger – Der Mallorcakrimi: Denninger – Der Mann mit den zwei Gesichtern
- 2002: Der Bestseller (Folge Mord auf italienisch)
- 2003: SOKO 5113 (Folge Schatzräuber)
- 2004: Das Traumschiff – Sri Lanka
- 2004: Kommissarin Lucas – Vertrauen bis zuletzt
- 2005: Das Traumhotel – Seychellen
- 2008: Der Bergdoktor (Folge Ein harter Schnitt)
- 2008: Um Himmels Willen (Folge Alte Wunden)
- 2010: Inga Lindström – Schatten der Vergangenheit
- 2012: Kreuzfahrt ins Glück – Hochzeitsreise nach Australien
- 2013: Lilly Schönauer – Liebe mit Familienanschluss
- 2014–2015: Dr. Klein (12 Folgen)
- 2015: Der Staatsanwalt (Folge Tödlicher Ehrgeiz)
- 2016: Der Kroatien-Krimi: Tod einer Legende
- 2024: Lena Lorenz – Harter Bruch

## Hörbücher
- In meinem kleinen Land (gemeinsam mit Jan Weiler und Udo Wachtveitl), der Hörverlag, ISBN 978-3-89940-955-0.
- Die Toten von der Falkneralm (Autorenlesung), der Hörverlag, ISBN 978-3-8445-2330-0.

## Werke
- Miroslav – Jugoslav, Autobiografie, Gerhard Hess Verlag, Bad Schussenried, 2011, ISBN 978-3-87336-405-9.
- Die Toten von der Falkneralm, Roman, Albrecht Knaus Verlag, München, 2016, ISBN 978-3-8135-0702-7.
- Kroatisches Roulette, Roman, Penguin Verlag, München, 2018, ISBN 978-3-328-60007-7.

## Auszeichnungen

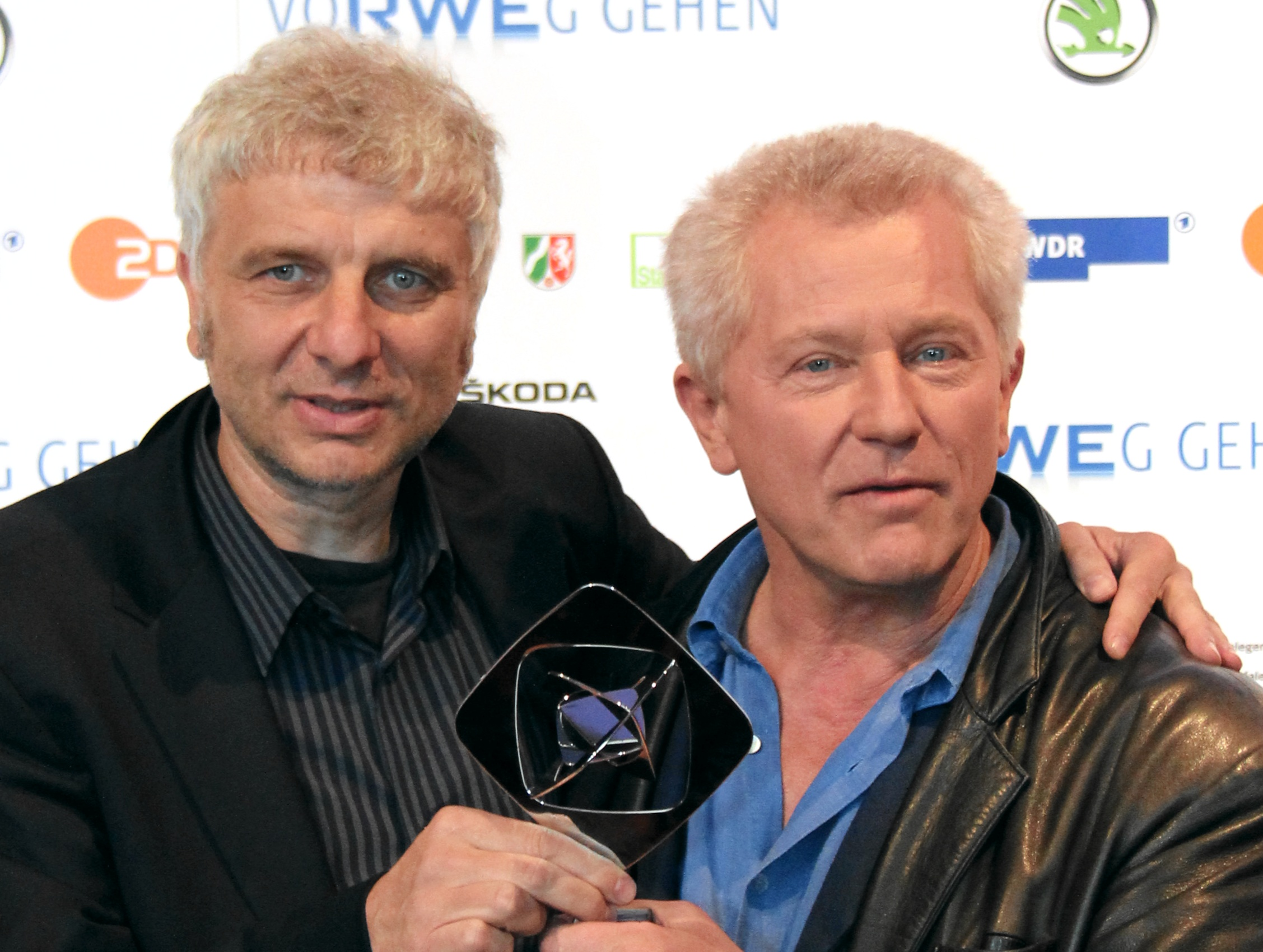
Miro Nemec (rechts) mit Udo Wachtveitl bei der Grimme-Preisverleihung 2011

- 1997: Goldener Löwe als „Bester Serien-Schauspieler“, gemeinsam mit Udo Wachtveitl
- 2001: Bayerischer Fernsehpreis für die Tatort-Folge Kleine Diebe, zusammen mit Udo Wachtveitl und Regisseurin Vivian Naefe
- 2002: Adolf-Grimme-Preis für die Tatort-Folge Im freien Fall, gemeinsam mit Alexander Adolph, Jobst Oetzmann, Silvia Koller und Udo Wachtveitl
- 2007: Brisant Brillant für sein soziales Engagement
- 2011: Grimme-Preis für Tatort – Nie wieder frei sein
- 2011: Bayerischer Verdienstorden
- 2012: Bayerischer Fernsehpreis, Ehrenpreis des Bayerischen Ministerpräsidenten, gemeinsam mit Udo Wachtveitl
- 2013: Bayerische Staatsmedaille für soziale Verdienste
- 2014: Bayerischer Poetentaler
- 2017: Bayerische Verfassungsmedaille in Silber
- 2025: Blauer Panther – TV & Streaming Award: Ehrenpreis des Bayerischen Ministerpräsidenten[7]